# Никаноровка (Покровский район)
Никаноровка (укр. Никанорівка) — село на Украине, находится в Покровском районе Донецкой области.
Код КОАТУУ — 1422085001. Население по переписи 2001 года составляет 469 человек. До 2022 года население составляло около 250 человек. Почтовый индекс — 85030. Телефонный код — 6277.

## История
Село было основано в первой половине XIX века и изначально называлось Новоалексеевка в честь Алексея Коптева, племянника помещика Мерцалова. В 1924 году село переименовали в Никаноровку в честь революционера Никанора Скорика, который организовал в селе революционный комитет и возглавил его. В селе также установлен памятник Никанору Скорику.

## Местная власть
85050, Донецкая область, Покровский р-н, с. Шахово, ул. Чернявского, 14